# تانغ يتشين
تانغ يتشين هي ممثلة ومغنية صينية ولدت في 9 ديسمبر 1987.

## روابط خارجية
- تانغ يتشين على موقع IMDb (الإنجليزية)
- تانغ يتشين على موقع قاعدة بيانات الفيلم (الإنجليزية)